# Mariya Jlian
Mariya Jlian –en ucraniano, Марія Хлян– (8 de junio de 1992) es una deportista ucraniana que compite en halterofilia. Ganó una medalla de plata en el Campeonato Europeo de Halterofilia de 2017, en la categoría de 69 kg.

## Palmarés internacional
| Campeonato Europeo | Campeonato Europeo | Campeonato Europeo | Campeonato Europeo |
| Año                | Lugar              | Medalla            | Categoría          |
| ------------------ | ------------------ | ------------------ | ------------------ |
| 2017               | Split (Croacia)    | Medalla de plata   | 69 kg              |